# Flicka och hyacinter
Flicka och hyacinter är en svensk dramafilm från 1950, med manus och regi av Hasse Ekman. I huvudrollerna ses Eva Henning, Anders Ek, Birgit Tengroth och Ulf Palme; i större biroller märks Marianne Löfgren och Karl-Arne Holmsten.

## Handling
En ung kvinna lämnar en fest djupt besviken och förtvivlad. Sent på natten vandrar hon ensam genom staden till sin lägenhet. Följande morgon finner städerskan henne hängande död i takkroken. I ett efterlämnat brev till grannarna Anders och Britt Wikner testamenterar hon sina få ägodelar till paret.
Kvinnans namn var Dagmar Brink. Anders Wikner, som är författare, beslutar ta reda på vem hon var och varför hon tog sitt liv. Under sitt sökande stöter han och hans hustru ständigt på namnet "Alex"; en mystisk person, som antas vara Dagmars stora kärlek. Wikners hustru har besökt Dagmar för att avstyra ett tidigare självmordsförsök och hon har då talat om att hon älskar "Alex".
Dagmar visar sig vara gift, men är frånskild då maken funnit ett brev från "Alex" i hennes korrespondens, vilket förstör förhållandet, trots att hon förnekar, att "hon någonsin älskat en annan man som honom". Hon har även haft ett längre samboförhållande med en målare vid namn Elias, som Dagmar hjälpt till att bli en nykter alkoholist, men denne återfaller då han anser, att han endast kan skapa om han även dricker regelbundet. Elias har målat porträttet "Flicka och hyacinter", som föreställer Dagmar.
En underhållare med namnet Willy visar sig även ha haft flera samtal med Dagmar, som han upprepade gånger försökt förföra, men detta har misslyckats. Dagmar har varit hos Willy samma kväll som hon tar livet av sig, och han tror därför att hon varit förälskad i honom, då han demonstrativt förfört en rödhårig kvinna i sällskapet. Det visar sig emellertid, att det är den rödhåriga kvinnan, Alexandra, som är "Alex".

## Om filmen
Inspelningen utfördes hösten 1949 vid Sandrew-Ateljéerna i Stockholm med exteriörer från olika platser i Stockholm. För filmfotot står Göran Strindberg. Birgit Tengroth gör här sin sista filmroll.
Filmen premiärvisades den 6 mars 1950 på biograf Royal vid Kungsgatan i Stockholm. 
Flicka och hyacinter har sänts i SVT, bland annat 1985, 2000, 2012, i juli 2018, i oktober 2020 och i november 2022 samt i december 2024.

## Rollista i urval
- Eva Henning – Dagmar Brink, barpianist
- Ulf Palme – Anders Wikner, författare
- Birgit Tengroth – Britt Wikner, som ogift Söderberg, Anders fru, reklamchef på bokförlag
- Anders Ek – Elias Körner, konstnär
- Gösta Cederlund – bankir G.D. von Lieven, Dagmars far
- Karl-Arne Holmsten – Willy Borge, schlagersångare
- Keve Hjelm – Stefan Brink, Dagmars f.d. man, kapten
- Marianne Löfgren – Gullan Ekberg, tidigare Wiklund, revyartist
- Björn Berglund – poliskommissarie Lövgren
- Anne-Marie Brunius – "Alex", den rödhåriga
- Gösta Gustafson – mannen med etsningarna
- Sven-Eric Gamble – Kalle, bostadslös yngling i trappuppgång
- Sigbrit Molin – hans flickvän
- Gudrun Brost – Körners väninna
- Georg Skarstedt – ölgubbe hos Körner

## Musik i filmen
- "Det vore nåt för mej", musik Mac Morris, text Dardanell, sjungs av Marianne Löfgren
- "Fjorton år tror jag visst att jag var", text Henrik Lilljebjörn, sjungs av okänd kvinnlig sångare och kör
- "Nu tändas tusen juleljus", musik och text 1939 Emmy Köhler
- "Mach dir um mich bitte keine" / "Sorgen (Räck mig din hand och låt oss vara vänner)", musik Gerhard Winkler, tysk text Günther Schwenn, svensk text 1943 S.S. Wilson, sjungs av okänd manlig sångare

## Kritik och interpretation
Premiärrecensenterna hyllade skådespelarinsatserna och regin. Filmen vann Filmjournalisternas klubbs pris 1950. Enligt Svensk Filmdatabas är den en svensk klassiker och Hasse Ekmans bästa.
Verket var en av de första svenska filmer som mer explicit berörde homosexualitet; tidigare filmer hade på sin höjd antytt ämnet. Samtida recensenter intar skilda ståndpunkter. En del förbiser detta inslag helt och hållet. Andra nedvärderar dess betydelse för handlingen. Men några erkänner att det är modigt av Ekman att våga ta upp ett känsligt ämne.
Enligt Lasse Zackrissons dokumentärfilm När molnen skingras (2016) är skildringen inspirerad av sångerskan Ulla Billquists död sommaren 1946. Ekman stod Billquist nära och även Henning kände henne.

## DVD
Filmen gavs ut på DVD 2007.